# 灵昆岛
灵昆岛位于瓯江入海口，是浙江省最大的河口冲积岛，面积25平方公里，另有面积相当的滩涂，总面积超过50平方公里，有人口17,457（五普），属温州市洞头区（原属龙湾区，洞头县改区时划入），设灵昆街道。灵昆岛已经通过围垦、大堤和桥梁与洞头岛和大陆相连。